# Ewangeliarz peresopnicki

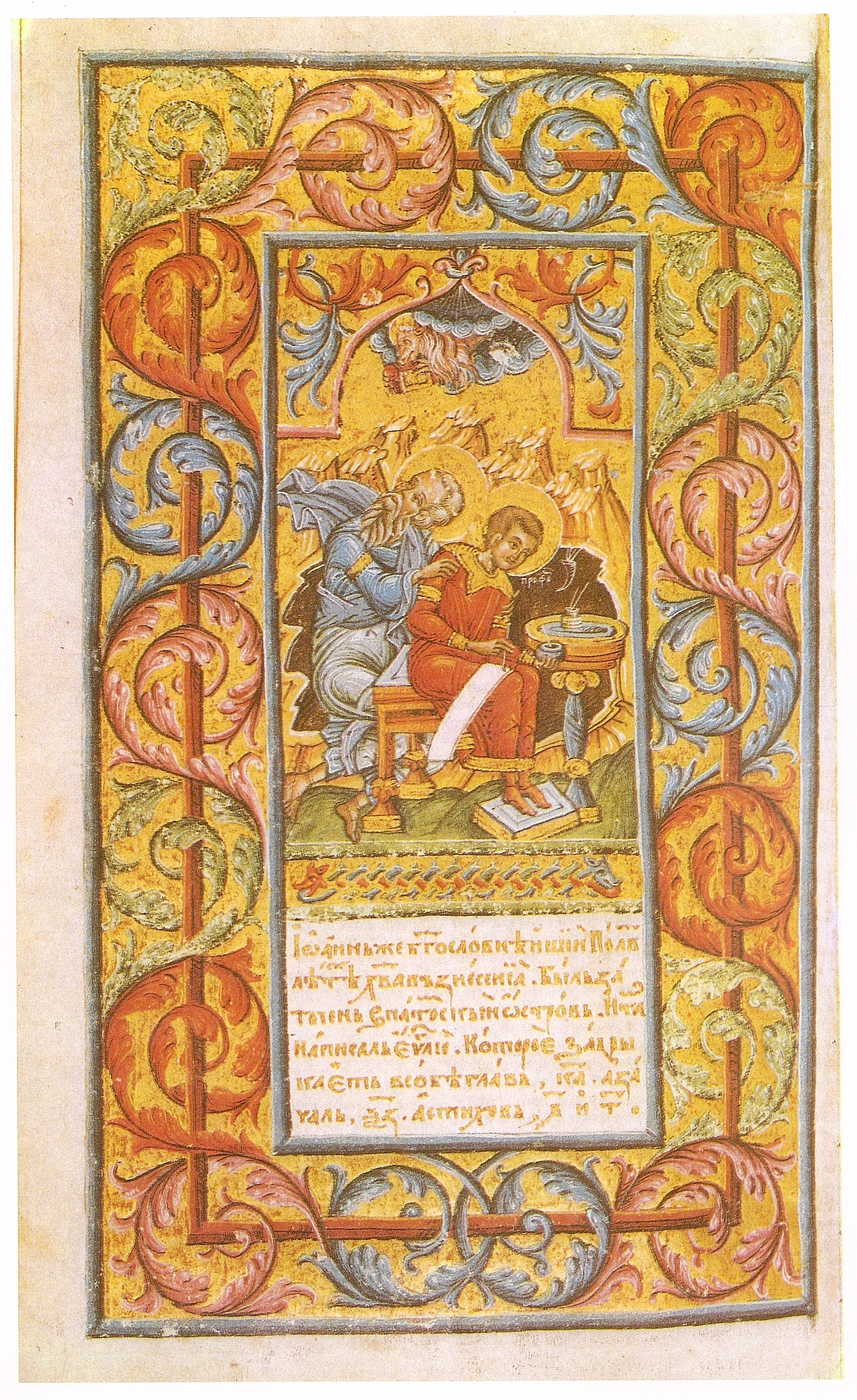
Karta z Ewangeliarza z miniaturą przedstawiającą ewangelistę Jana

Ewangeliarz peresopnicki (ukr. Пересопницьке Євангеліє) – XVI-wieczny iluminowany manuskrypt, zawierający staroruski przekład Ewangelii dokonany z języka staro-cerkiewno-słowiańskiego. Ewangeliarz jest uznawany za skarb narodowy Ukrainy; składa na niego przysięgę każdy nowo wybrany prezydent tego państwa. 

## Historia
Manuskrypt został sporządzony w latach 1556–1561 w monasterze Panny Najczystszej w Peresopnicy na Wołyniu przez Mychajła Wasyłewicza i ihumena Grzegorza. Zleceniodawczynią przekładu była księżna wołyńska Anastazja Zasławska, zwolenniczka reformacji. Księga ma wymiary 380×240 mm, składa się z 482 pergaminowych kart i waży 9,3 kg. Wewnątrz księga jest bogato zdobiona miniaturami. Ewangeliarz peresopnicki, starszy od Biblii ostrogskiej, zaliczany jest do najważniejszych XVI-wiecznych ruskich tłumaczeń Biblii. Stanowi zabytek języka ruskiego i wschodniej sztuki iluminatorskiej. Zdobnictwo księgi, choć utrzymane w kanonach iluminatorstwa wschodniego, zawiera wyraźne wpływy sztuki renesansu.
Ewangeliarz był własnością monasteru peresopnickiego do 1701 roku, kiedy to został podarowany przez hetmana Iwana Mazepę soborowi katedralnemu w Perejasławiu. W 1799 roku został przeniesiony do biblioteki seminarium perejasławskiego, później trafił do seminarium w Połtawie oraz tamtejszego muzeum. Od 1948 roku przechowywany jest w Ukraińskiej Bibliotece Narodowej im. Wiernadskiego w Kijowie.
W 2008 roku z inicjatywy ihumenii Serafiny z monasteru św. Michała w Odessie wydany został w Kijowie reprint Ewangeliarza, w nakładzie 1000 egzemplarzy. Zaprezentowano go m.in. w Jerozolimie, Londynie, Cambridge i Nowym Jorku oraz w czterech polskich miastach, w tym w Lublinie i Sanoku.